# Позоришни плакат у Војводини
Позоришни плакат у Војводини и његов историјски развој од афише (франц. affiche) до савременог уметничког позоришног плаката протеже се од почетка 19. века до данас. Током овог периода позоришни плакат у Војводини доживео је различите трансформације. У данашњем уметничком остварењу плакат представе се, заједно са уметничким изразима свих аутора и ствараоца представе као и њених извођача, огледа кроз уметничку вештину и домишљатост дизајнера - креатора самог плаката. На тај начин његова примарна обавештајна улога бива подигнута на виши сазнајни ниво и представља за случајног пролазника везу којом стиже до позоришне представе, али и касније, унутрашњи осврт на већ погледану представу.

## Почеци оглашавања позоришне представе
Већ крајем 18. и почетком 19. века, данашњу територију Војводине, насељену разноликим, мултиетничким живљем, посећују многе глумачке дружине, путујућа позоришта која наступају на немачком и мађарском језику. Такође се организују и разне дилетантске и ученичке представе. Српско народно позориште у Новом Саду, првобитно путујуће будући без позоришне зграде, основано је такође у 19. веку, тачније 1861. године.
Да би се позоришна представа могла одржати у неком граду, вароши или месту, тадашња процедура је била да се градска власт врло прецизно обавести о програму гостовања, месту одржавања представе и по могућству да се наведу имена њених учесника. Осим извештаја властима, позоришну представу је било потребно огласити и доћи до публике. Као и у свим другим културама, у Војводини се оглашавање представа у почетку радило путем афиша, односно, руком писаних, цртаних или штампаних објава на листу хартије или свиле, које су се истицале на зидовима или за то предвиђеним паноима.
Такви плакати-обавештења, некад писани руком, а често штампани двојезично, па чак и на три језика, све до Првог светског рата били су основно, информативно сведочанство о конкретном позоришном догађају у Војводини. Дакле, били су искључиво текстуалне природе, информативног садржаја, без икаквих илустрација или графичких решења, Ови плакати су показивали тачно време почињања, али и завршавања представе, на пример, од 18.30 до 20 часова. На плакатима су навођене и тачне цене карата у зависности од места седења, а исто тако навођена су и места куповине карата. С обзиром на то да су позоришни комади извођени најчешће по разним салама, гостионицама или у неким сличним импровизованим просторијама, на појединим плакатима су навођени подаци и о алтернативним просторијама у односу на првопланиране у којима ће се одржати представе.

## Друга фаза - „Оликовњавање”
Графички лик плаката се доста споро мењао. Ипак, у периоду након Првог светског рата па све до педесетих година 20. века, уочљиве су извесне промене које су се састојале у измени величина слова за поједине делове текста, у коришћењу обојене хартије или словних знакова, највише у две боје. Распоред и редослед текста на плакату још увек није излазио ван стереотипног облика и чврсте шаблонске форме.

## Педесете године 20. века - Залет ка уметничкој форми
Ликовно-уметнички елементи који постепено све више оживљавају визуелну страну позоришног плаката, све чешће су у овом периоду предмет стручног графичког осмишљавања. Наиме, уочава се тенденција да се информација о представи оснажи упадљивим изгледом, дакле ликом који на себе привлачи пажњу гледалаца. Иако је још увек мањег формата, плакат ипак постаје раскошнији. Сада је у две до три боје, са духовитим распоредом текстуалног материјала и обавезним истицањем графичког знака позоришне куће. Нека позоришта у Војводини би штампала исте плакате за одређену представу током више сезона, али би притом, свака нова сезона била обележена променом једне од боја на плакату. Исто тако, при штампању већег контингента плаката за исту представу, пракса је била чак и да се одштампају константне компоненте, а променљиви елементи да се додатно уштампавају.

## Од шездесетих година 20. века - Позоришни плакат као знак распознавања позоришта
Иако још увек наративан и засићен "словним информативним вишком", позоришни плакат у Војводини у овом периоду постаје и дизајнерски израз односно својеврсни препознатљиви жиг сваке позоришне куће. У односу на пре, формат плаката се такође повећава.
Велику улогу у развоју позоришног плаката у Војводини, али и шире, има управо Стеријино позорје. Овај велики и најзначајнији позоришни фестивал у бившој Југославији почиње да схвата улогу и значај позоришног плаката и поклања му све више пажње. Наиме, таквом ставу Позорја, највише је допринео сликар Миливој Николајевић. „У жељи да држи корак са уметничком продукцијом позоришног плаката који је све више прихватан као важан део животног циклуса позоришне представе, али и аутономно ауторско дело, Стеријино позорје 1973. године покреће тријеналну Изложбу позоришног плаката и графичког обликовања која је на једном месту требало да окупи најзначајније југословенске ствараоце у овом домену.”  За целокупни дизајн Стеријиног позорја, у периоду од 1976. до 1990. године био је задужен чувени југословенски графички дизајнер из Љубљане, Матјаж Випотник, који је подигао позоришни плакат на европски ниво.
Једна од најзначајнијих изложби позоришног плаката: Југословенски позоришни плакат 1944-1981 била је приређена 1985. године. Њен значај је пре свега био у утицају великих позоришних средина (Љубљане, Загреба и Београда) са развијенијом вештином и дизајнерском нотом у прављењу плаката, на позоришни живот Војводине. Излагачи на овој изложби су пре свега били уметници који су плакат схватали као ликовни пандан представи која се не само најављује, већ и наговештава део њеног садржаја.
Осамдесетих година 20. века су најповољнију климу за развој уметничко позоришног плаката, неговала два позоришта у Новом Саду: Новосадско позориште / Ujvideki Szinhaz и Српско народно позориште. У овим позоришним кућама је успостављено правило да се свака представа идентификује и кроз уметнички плакат. Ускоро се овакав став проширио и на позоришта у Суботици, Сомбору и Зрењанину, а до данас је то пракса свих позоришних кућа у Војводини.

## Ствараоци позоришног плаката у Војводини - Новосадска школа
Наистакнутији ствараоци позоришног али и културног плаката у Војводини, последњих деценија 20. века и надаље су: Ференц Барат, Ђерђ Борош, Радуле Бошковић, Иштван Косо, Виорел Флора, Милан Јовановић-Јофке, Бранислав Добановачки, Божо Ђурђевић, Ласло Капитањ, Атила Капитањ, Атила Черник, Слободан Кузманов Куза, Јован Јоца Лукић, Дору Босиок, Роберт Жембери, Бранислав Радошевић, Слободан Бата Недељковић, Дарко Вуковић и други.
- Избор уметничког позоришног плаката Српског народног позоришта. Аутор ових плаката је Радуле Бошковић.

## Извори и литература
1. 1 2  „Prvi pozorišni plakat | Subkultura.rs”. www.subkultura.rs. Архивирано из оригинала 10. 07. 2019. г. Приступљено 10. 7. 2019.
2. ↑  ЈОВАНОВИЋ, Рашко, Дејан Јаћимовић. Лексикон драме и позоришта. Београд, Просвета. 2013.
3. 1 2 3 4 5 6 7  ХАЈДУКОВИЋ, Лука. Савремени позоришни плакат у Војводини. Нови Сад, Позоришни музеј Војводине, 1992.
4. 1 2  ТРИФУНАЦ, Јасмина (2012—2013). „Стари позоришни плакат у Народној библиотеци Србије”. Народна библиотека Србије.
5. 1 2  СТОЈШИЋ Милица , Драгана Пилиповић. Плакат као прозор у свет позоришта, 15. изложба позоришног плаката и графичког обликовања. Архивирано на веб-сајту  (19. јануар 2021) у часопису: SCENA 3-4, 2016. стр. 119